# Vijfwegenmolen
De Vijfwegenmolen was een windmolen die zich bevond in de tot de West-Vlaamse gemeente Staden behorende plaats Vijfwegen, gelegen aan de huidige Sint-Elooistraat 53.
Deze open houten standerdmolen fungeerde als korenmolen en oliemolen.

## Geschiedenis
De molen werd opgericht in 1786 en gesloopt in 1909, aangezien de eigenaar (Hendrik Degrave) een stoommaalderij bezat te Staden. Tijdens de Eerste Wereldoorlog werd ook deze maalderij verwoest. Na de oorlog werd de maalderij heropgericht, nu met een gasmotor.